# Marian Ostafiński
Marian Wiesław Ostafiński (Przemyśl, 8 de dezembro de 1946) é um ex-futebolista profissional polaco que atuava como defensor.

## Carreira
Marian Ostafiński fez parte do elenco da Seleção Polonesa de Futebol  medalhista de ouro em Munique 1972